# Axiom Mission 2
Die Axiom Mission 2 (kurz Ax-2, auch AX-2) war ein bemannter Flug mit einer Crew-Dragon-Raumkapsel zur Internationalen Raumstation (ISS). Betreiber der Crew Dragon ist das Unternehmen SpaceX. Auftraggeber für Ax-2 war das Unternehmen Axiom Space, das den Kommandanten der Mission stellte und die übrigen drei Sitze zum Preis von je 55 Millionen US-Dollar an Saudi-Arabien und John Shoffner vermittelte. Der Flug startete am 21. Mai 2023 und dauerte neun Tage.

## Besatzung
Kommandantin der Crew Dragon war die ehemalige NASA-Astronautin Peggy Whitson. Als Pilot fungierte der Unternehmer John Shoffner, der seinen Flug privat bezahlte. Saudi-Arabien kaufte zwei Plätze für seine beiden Raumfahrer Rayyanah Barnawi und Ali Alqarni, die als Missionsspezialisten mitflogen.

## Missionsverlauf
Die Crew Dragon startete mit einer Falcon-9-Rakete vom Kennedy Space Center in Florida. Es wurde dieselbe Raumkapsel wie bei der Mission SpaceX Crew-4 verwendet. Nach gut 15½ Stunden Flug koppelte die Crew Dragon am 22. Mai 2023 an die Raumstation an. Anschließend begann ein für eine Dauer von acht Tagen geplanter Aufenthalt, während dessen die Missionsteilnehmer auch an wissenschaftlichen Forschungsprojekten teilnehmen sollten.
Die Raumkapsel dockte am 30. Mai 2023 um 15:05 UTC ab und landete am 31. Mai 2023 um 3:04 UTC im Golf von Mexiko.